# Die Konspiration
Die Konspiration (Originaltitel: Cardassians) ist die fünfte Folge der zweiten Staffel der US-amerikanischen Science-Fiction-Fernsehserie Star Trek: Deep Space Nine. Sie wurde in den Vereinigten Staaten über Syndication vermarktet und erstmals am 24. Oktober 1993 auf verschiedenen Fernsehsendern ausgestrahlt. In Deutschland war sie zum ersten Mal am 2. September 1994 in einer synchronisierten Fassung auf Sat.1 zu sehen.

## Handlung
Im Jahr 2370 bei Sternzeit 47177.2 treffen sich auf der Raumstation Deep Space Nine Stationsarzt Julian Bashir und der cardassianische Schneider Garak zum Essen, als ein ungewöhnlicher Anblick Garaks Aufmerksam auf sich zieht: In Begleitung eines weiteren Mannes setzen sich ein älterer Bajoraner und ein junger Cardassianer an den Nachbartisch. Da die Station kaum noch von Cardassianern besucht wird, stellt sich Garak den beiden vor. Der Junge scheint durch Garaks Anblick jedoch völlig verängstigt und beißt ihm in die Hand.
Nachdem er Garak versorgt hat, informiert Bashir die anderen Führungsoffiziere über den Vorfall. Völlig unerwartet ist die Ankunft des Jungen auf der Station bereits bis nach Cardassia vorgedrungen. Von dort meldet sich Gul Dukat und erklärt Commander Sisko, der Junge sei eines von vielen Waisenkindern, das die Cardassianer nach dem Ende der Besatzungszeit auf Bajor zurückgelassen haben. Dukat bittet Sisko um Unterstützung, damit der Junge nach Cardassia zurückkehren kann.
Sisko und Bashir befragen den älteren Bajoraner. Er heißt Proka Migdal und hat den Jungen, dessen Name Rugal lautet, adoptiert. Proka betont, er würde den Jungen lieben. Rugal wurde aber konsequent als Bajoraner erzogen und aufgrund der Gräueltaten, die während der Besatzungszeit verübt wurden, empfindet Rugal daher einen starken Hass auf andere Cardassianer. Bashir hat den Eindruck, dass Prokas Erziehungsmethoden eher an Misshandlung grenzen. Ein Gespräch mit Prokas Begleiter, einem Händler namens Zolan, bestärkt seine Vermutung. Zolan findet, dass Rugal zu Selbsthass erzogen wurde, und vermutet, dass seine Adoptiveltern sich auf diese Art an den Cardassianern rächen wollen. Sisko und Bashir beschließen nach dieser Aussage, Rugal zu seinem eigenen Wohl vorübergehend in die Obhut der Lehrerin Keiko O’Brien zu geben.
Als Bashir noch einmal Garaks Hand untersucht, weist ihn dieser auf den bemerkenswerten Zufall hin, dass Dukat auf einmal so bemüht ist, die Waisenkinder nach Cardassia zu holen, obwohl er selbst für den Rückzug von Bajor verantwortlich war und damit auch für das Zurücklassen der Kinder. Bashir mischt sich daraufhin in ein Gespräch zwischen Sisko und Dukat ein und spricht Dukat darauf an. Der meint, die zivilen Führer Cardassias hätten ihm befohlen, die Waisen zurückzulassen. Das erstaunt Bashir, denn auf Cardassia haben die zivilen Führer nur eine sehr begrenzte Befehlsgewalt über das Militär. Ohne Bashirs Nachfrage zu beantworten, beendet Dukat das Gespräch.
Chefingenieur Miles O’Brien ist zunächst nicht glücklich damit, dass seine Frau Keiko Rugal in ihrem Quartier aufgenommen hat. Vor einigen Jahren hatte er in einem Krieg gegen die Cardassianer gekämpft und hegt seitdem gewisse Vorbehalte gegen sie. Seine Frau macht aber deutlich, dass sie es als rassistisch empfindet, wenn O’Brien seine Ansichten auf den jungen Rugal überträgt. Dies bringt O’Brien dazu, sein Verhalten zu überdenken, und er entwickelt ein aufrichtiges Interesse an der Situation des Jungen. Auch ihm gegenüber betont Rugal, dass seine bajoranischen Eltern ihn lieben.
Mitten in der Nacht wird Bashir von Garak geweckt, der darauf besteht, dass sie sofort nach Bajor aufbrechen müssen. Sisko gestattet den Flug und erhält kurz darauf eine Mitteilung von Dukat: Dank der übermittelten DNA-Proben konnte Rugal als der Sohn des Politikers Kotan Pa’Dar identifiziert werden. Der ist noch am Leben und befindet sich bereits auf dem Weg nach Deep Space Nine, um seinen Sohn abzuholen.
Auf Bajor besuchen Bashir und Garak ein Waisenhaus für cardassianische Kinder, von dem Garak herausgefunden hat, dass Rugal hier untergebracht war. Er kopiert dort die Aufzeichnungen des Computersystems, denn er hofft, die Person ausfindig machen zu können, die Rugal hier ursprünglich eingeliefert hatte. Ein cardassianisches Mädchen äußert bei Garaks Anblick die Hoffnung, dass er hier sei, um sie und die anderen nach Hause zu bringen, doch Garak muss sie leider enttäuschen. Auf dem Rückweg zur Station erklärt Garak, dass Waisenkinder auf Cardassia keinerlei gesellschaftlichen Status haben, weshalb Dukat damals entschied, sie auf Bajor zurückzulassen. Pa’Dar war einer der Politiker, die die Entscheidung für den Rückzug der Cardassianer von Bajor trafen. Dukat war damals Präfekt des besetzten Planeten; er verlor durch diese Entscheidung seinen Posten und hatte dadurch einen Grund, Pa’Dar zu hassen. Umso merkwürdiger findet es Garak, dass Dukat jetzt so bemüht darum ist, Pa’Dar mit seinem verloren geglaubten Sohn wiederzuvereinen.
Pa’Dar trifft auf der Station ein. Er erklärt, dass am vierten Geburtstag seines Sohnes eine Bombe in seinem Haus explodierte. Dabei soll Rugal angeblich getötet worden sein, was sich nun aber als Irrtum herausstellte. Er ist fest entschlossen, seinen Sohn wieder nach Hause zu bringen, auch wenn es ihm schadet, denn die Familie hat für die Cardassianer einen extrem hohen Stellenwert und für den Verlust eines Familienmitglieds gibt es keine Entschuldigung. Für Rugal hingegen ist sein leiblicher Vater ein Fremder und er will nicht mit ihm mitgehen. Auch Proka will seinen Ziehsohn nicht gehen lassen. Er und Pa’Dar einigen sich darauf, dass Sisko in diesem Fall als Vermittler fungieren soll.
Kurz darauf trifft auch Dukat auf Deep Space Nine ein – angeblich aufgrund des großen öffentlichen Interesses an dem Fall auf Cardassia. Garak findet unterdessen keinen Eintrag über die Ankunft von Rugal im Waisenhaus, denn er wurde gelöscht. Es gelingt ihm aber, die Person zu identifizieren, die den Eintrag ursprünglich angelegt hatte: Eine Bajoranerin namens Jomat Luuson. Bashir und Garak kontaktieren sie und obwohl der Fall bereits acht Jahre her ist, erinnert sie sich noch gut daran, denn für gewöhnlich wurden die cardassianischen Waisenkinder von Bajoranern eingeliefert, Rugal hingegen von einer cardassianischen Offizierin, die auf Deep Space Nine stationiert war.
Bashir und Garak begeben sich zur Anhörung. Dort erfährt Bashir von Pa’Dar, dass das Bekanntwerden vom Wiederauftauchen seines Sohnes sehr wahrscheinlich das Ende seiner politischen Karriere bedeuten würde. Zudem ist der Zeitpunkt dafür sehr ungünstig, denn auf Cardassia soll bald eine Untersuchung beginnen, die die Verwicklung in einen kürzlich erfolgten gescheiterten Staatsstreich auf Bajor aufklären soll. Zufälligerweise ist Dukat eine der Schlüsselfiguren in diesem Fall. Bashir präsentiert nun Garaks Erkenntnisse über das Waisenhaus. Dieses liegt in der Nähe von Pa’Dars ehemaligem Haus und da die Offizierin, die Rugal einlieferte, auf Station Deep Space Nine stationiert war, die damals von Dukat kommandiert wurde, scheint offensichtlich, dass sie auf seinen Befehl gehandelt hatte. Rugal war offenbar das Opfer einer Verschwörung geworden, mit der Dukat sich an Pa’Dar rächen wollte. Nach dieser Erkenntnis entscheidet Sisko, Rugal an seinen leiblichen Vater zu übergeben. Durch die Aufdeckung seines Komplotts sieht sich Dukat gezwungen, den Vorfall nicht öffentlich zu machen, womit Pa’Dars Karriere vorläufig gerettet ist.

## Verbindungen zu anderen Star-Trek-Produktionen
Die Konspiration nimmt Bezug auf den versuchten Staatsstreich auf Bajor, der in den Folgen 2.01–03 (Die Heimkehr, Der Kreis und Die Belagerung) von Star Trek: Deep Space Nine eine zentrale Rolle spielte.
Einige Elemente aus dieser Folge wurden in späteren Folgen der Serie wieder aufgegriffen:
- In dieser Folge wird erstmals erwähnt, dass die Raumstation Deep Space Nine ursprünglich den cardassianischen Namen Terok Nor trug.
- Die Feindschaft zwischen Garak und Dukat wird hier erstmals angedeutet.
- Zolan ist der erste Angehörige seiner Spezies, der im Star-Trek-Franchise auftritt. Weitere Angehörige sind in zwei weiteren Folgen von Star Trek: Deep Space Nine in kleineren Neben- und Statistenrollen zu sehen. Die Spezies erhielt keinen Namen.
- Der Ausflug von Garak und Bashir nach Bajor wird in Folge 3.05 (Die zweite Haut) von Star Trek: Deep Space Nine noch einmal erwähnt.

## Produktion

### Darsteller
Die Hauptfigur Jake Sisko (Cirroc Lofton) hat in dieser Folge keinen Auftritt.
Terrence Evans, Darsteller von Proka Migdal, hatte zuvor bereits Baltrim in Folge 1.15 (Mulliboks Mond) von Star Trek: Deep Space Nine gespielt. Er spielte später noch Botschafter Treen in Folge 4.04 (Nemesis) von Star Trek: Raumschiff Voyager.
Vidal Peterson, Darsteller von Rugal, hatte zuvor bereits D’Tan in Folge 5.08 (Wiedervereinigung?, Teil II) von Raumschiff Enterprise – Das nächste Jahrhundert gespielt.
Karen Hensel, Darstellerin von Deela, hatte zuvor bereits Admiral Brackett in Folge 5.07 (Wiedervereinigung?, Teil I) von Raumschiff Enterprise – Das nächste Jahrhundert gespielt.

### Kulissen
Als Sisko, Dukat und Pa’Dar über die Waisenkinder reden, ist im Hintergrund eine Sternenkarte zu sehen, die aus Folge 1.25 (Die Verschwörung) von Raumschiff Enterprise – Das nächste Jahrhundert wiederverwendet wurde.

## Adaptionen
Una McCormack veröffentlichte 2009 den nichtkanonischen Roman The Never-Ending Sacrifice, der eine direkte Fortsetzung von Die Konspiration darstellt und das Leben von Rugal über die nächsten acht Jahre weiter verfolgt. Eine deutsche Übersetzung liegt nicht vor.

## Rezeption
Keith DeCandido bewertete Die Konspiration 2013 auf tor.com als eine durchschnittliche Folge von Star Trek: Deep Space Nine, die eigentlich viele positive Elemente aufweist. Hierzu zählte er die Grundidee, durch die spannende politische Verstrickungen zwischen den Bajoranern und den Cardassianern erzählt werden. Großartig fand er auch die Rückkehr von Andrew Robinson als Garak. Er fand außerdem, dass Rosalind Chao hier eine ihre besten Darbietungen als Keiko O’Brien liefert, indem sie ihrem Mann Miles seinen Rassismus gegenüber Rugal vorwirft, was diesen schließlich dazu bringt, den Jungen besser kennenzulernen. Unverständlich fand DeCandido, dass die Bajoranerin Kira Nerys in dieser Folge keine nennenswerte Rolle spielt. Als äußerst negativ empfand er das Ende, in dem Sisko entscheidet, dass Rugal zu seinem leiblichen cardassianischen Vater zurückkehren soll, und sich dabei sowohl über den Wunsch seines bajoranischen Ziehvaters hinwegsetzt als auch Rugals mehrfach geäußerte tiefe Abneigung gegenüber anderen Cardassianern ignoriert.